# Kris Allen
Kristopher Neil "Kris" Allen (ur. 21 czerwca 1985 w Jacksonville) – amerykański piosenkarz, autor tekstów piosenek, aktor z Conway. W maju 2009 zwyciężył w ósmej edycji American Idol.
17 listopada 2009 wydał swój debiutancki album Kris Allen. Płyta zadebiutowała na miejscu #11 listy Billboard 200. Album sprzedał się w nakładzie 324 000 w Stanach Zjednoczonych.

## Życiorys
Allen urodził się w Jacksonville w stanie Arkansas jako syn Kimberly (z domu Wood) i Neil Allena. Ma młodszego brata Daniela, który jest trenerem cheerleadingu w college'u. Kris jest chrześcijaninem i pracował jako asystent dyrektora muzycznego New Life Church zarówno w Conway w stanie Arkansas jak i Little Rock. Allen brał udział w chrześcijańskiej pracy misyjnej na całym świecie w tym w Birmie, Maroku, Mozambiku, Republice Południowej Afryki, Hiszpanii, Tajlandii.
26 września 2008 ożenił się ze swoją miłością ze szkoły średniej Katy.

## Dyskografia

### Albumy studyjne
- Brand New Shoes (2007)
- Kris Allen (2009)
- Thank You Camellia (2012)

### Single
- "No Boundaries"
- "Live Like We're Dying"
- "Let It Be"
- "The Truth" (feat. Pat Monahan)
- "Alright with Me"